# BerkShares
BerkShares är en lokal valuta i Berkshire-regionen i Massachusetts, USA. Valutan startades i september 2006 av BerkShare Inc., med assistans av E.F. Schumacher Society. BerkShare-projektet syftar till att skapa en anda av samarbete mellan företagare, grossister, föreningar och konsumenter. Projektet syftar också till att öka den allmänna medvetenheten av lokala ekonomier och ökad lokal självförsörjning. 

## Så funkar det
Enligt hemsidan kan de boende i Berkshire-regionen köpa en BerkShare för 95 cent från de fem lokala bankerna som deltar i projektet. De kan köpa sedlar i valörerna 1, 5, 10, 20 och 50 BerkShares. Företagen accepterar sedan att en BerkShare motsvarar en hel dollar. När företagen får betalt i BerkShares istället för i dollar kan de i sin tur få avsättning för dem genom att betala sina anställda i valutan, använda valutan för att köpa varor och tjänster från andra företag som deltar eller stödja lokala föreningar. Om företag får ett överskott på BerkShare kan de returnera pengarna till en av de fem bankerna. De får då 95 cent för varje BerkShare. Användandet av BerkShare istället för dollar medför ingen skillnad i skattehänseende.

## Uppmärksamhet i media
Ett flertal lokala valutor, såsom Dáanaa, Totnes pound och Lewes pound, har under senare år byggts upp efter BerkShares modell. Valutan har också fått internationell uppmärksamhet. 
The New York Times,
The Times, ABC World News,
CBS,
BBC,
CNN, NBC, CNBC,
Reuters,
French Television TF1,
NTV Russia,
Business Week,
Associated Press, har alla skrivit positiva artiklar.